# Django – Die Nacht der langen Messer
Django – Die Nacht der langen Messer (Originaltitel: Ciakmull) ist ein Italowestern, der am 7. August 1970 seine deutschsprachige Erstaufführung erlebte.

## Handlung
Bei einem Brand in einer Irrenanstalt, der gelegt wurde, um einen Banküberfall zu vertuschen, sterben zahlreiche Insassen; vieren gelingt das Entkommen. Einer der Bankräuber erkennt einen der Flüchtigen, einen jungen Mann mit Gedächtnisverlust, flüstert ihm „Chuck Moll“ zu – und stirbt. Der nun so genannte versucht mit seinen Begleitern, das Rätsel seiner Vergangenheit zu lösen, das zu seinem Gedächtnisverlust und Einlieferung in das Irrenhaus führte. In dem Ort Oxeca wird er von einem jungen Mann als sein Bruder bezeichnet; daneben scheint er einen Ruf als Revolverheld zu besitzen. Sein Bruder überredet ihn, dem lokalen Tyrannen, Joe Caldwell, bei einem seiner nächtlichen Friedhofsbesuche seine Aufwartung zu machen. Chuck Moll lernt dabei, dass Caldwell sein Vater ist. Der angebliche Bruder gehört zu der mit Caldwell verfeindeten Rooker-Familie, die Chuck Molls Zustand ausgenutzt hat. Dank seiner Begleiter wird ein Mord verhindert, doch wird bald klar, dass Chuck Moll als Bastard von seinem Vater in dessen neue Familie gebracht wurde. Die verwickelten Beziehungen und Gefühle entladen sich in einem gewalttätigen Finale, in dem Chuck Moll sich gegen seinen tatsächlichen Bruder Alan, der ihn in der Vergangenheit attackiert hatte, so dass er sein Gedächtnis verlor, durchsetzen kann.

## Kritik
Während das Lexikon des internationalen Films lediglich einen „brutale(n) Serien-Italo-Western von minderer Qualität.“ sah, sieht Christian Keßler darin eine ausgesprochene Perle des B-Westerns, der gute Inszenierung mit einer milden ungewöhnlichen Story verbindet und beträchtliche Spannung erzeugt.